# Coupe du monde de ski de fond 1999-2000
Navigation
Édition précédente Édition suivante
La 19e édition de la Coupe du monde de ski de fond s'est déroulée du 27 novembre 1999 au 19 mars 2000. 21 épreuves individuelles et 6 collectives ont lieu dans dix-huit localités. L'Espagnol d'origine allemande Johann Mühlegg remporte le classement général chez les hommes pendant que la Norvégienne Bente Skari remporte comme l'année dernière la Coupe du monde.
Une épreuve marathon est au programme de cette saison : la Transjurassienne.

## Classements

### Classements généraux
| Rang | Nom                 | Points |
| ---- | ------------------- | ------ |
| 1    | Johann Mühlegg      | 948    |
| 2    | Jari Isometsä       | 703    |
| 3    | Odd-Bjørn Hjelmeset | 586    |
| 4    | Per Elofsson        | 536    |
| 5    | Thomas Alsgaard     | 461    |
| 6    | Fabio Maj           | 401    |
| 7    | Stephan Kunz        | 378    |
| 8    | Espen Bjervig       | 371    |
| 9    | Mikhail Botvinov    | 362    |
| 10   | Christian Zorzi     | 359    |

| Rang | Nom                  | Points |
| ---- | -------------------- | ------ |
| 1    | Bente Skari          | 1176   |
| 2    | Kristina Šmigun-Vähi | 1165   |
| 3    | Larisa Lazutina      | 1008   |
| 4    | Olga Danilova        | 880    |
| 5    | Nina Gavrilyuk       | 857    |
| 6    | Stefania Belmondo    | 820    |
| 7    | Julija Tchepalova    | 712    |
| 8    | Kaisa Varis          | 680    |
| 9    | Anita Moen           | 665    |
| 10   |                      |        |

### Classements de sprint
| Rang | Nom                 | Points |
| ---- | ------------------- | ------ |
| 1    | Morten Brørs        | 349    |
| 2    | Odd-Bjørn Hjelmeset | 268    |
| 3    | Håvard Solbakken    | 239    |
| 4    | Tor Arne Hetland    | 193    |
| 5    | Christian Zorzi     | 160    |

| Rang | Nom                  | Points |
| ---- | -------------------- | ------ |
| 1    | Bente Skari          | 505    |
| 2    | Anita Moen           | 300    |
| 3    | Kristina Šmigun-Vähi | 298    |
| 4    | Nina Gavrilyuk       | 205    |
| 5    | Maj Helen Sorkmo     | 192    |

### Classements de distance

#### Moyenne distance
| Rang | Nom                 | Points |
| ---- | ------------------- | ------ |
| 1    | Jari Isometsä       | 596    |
| 2    | Johann Mühlegg      | 592    |
| 3    | Per Elofsson        | 350    |
| 4    | Thomas Alsgaard     | 356    |
| 5    | Odd-Bjørn Hjelmeset | 245    |

| Rang | Nom                  | Points |
| ---- | -------------------- | ------ |
| 1    | Kristina Šmigun-Vähi | 601    |
| 2    | Stefania Belmondo    | 585    |
| 3    | Larisa Lazutina      | 553    |
| 4    | Julija Tchepalova    | 511    |
| 5    | Olga Danilova        | 486    |

#### Longue distance
| Rang | Nom               | Points |
| ---- | ----------------- | ------ |
| 1    | Johann Mühlegg    | 321    |
| 2    | Mikhaïl Ivanov    | 288    |
| 3    | Mikhail Botvinov  | 183    |
| 4    | Per Elofsson      | 170    |
| 5    | Harri Kirvesniemi | 160    |

| Rang | Nom                  | Points |
| ---- | -------------------- | ------ |
| 1    | Larisa Lazutina      | 360    |
| 2    | Kristina Šmigun-Vähi | 266    |
| 3    | Olga Danilova        | 256    |
| 4    | Kaisa Varis          | 241    |
| 5    | Bente Skari          | 226    |

## Calendrier et podiums

### Hommes

#### Épreuves individuelles
| Étape | Lieu                   | Épreuve                      | Date             | Vainqueur             | Deuxième            | Troisième             |
| ----- | ---------------------- | ---------------------------- | ---------------- | --------------------- | ------------------- | --------------------- |
| 1     | Kiruna                 | 10 km Classique              | 27 novembre 1999 | Odd-Bjørn Hjelmeset   | Thomas Alsgaard     | Ivan Batory           |
| 2     | Sappada                | 15 km Libre                  | 10 décembre 1999 | Johann Mühlegg        | Stephan Kunz        | Christian Hoffmann    |
| 3     | Sappada                | 10 km Mass Start             | 11 décembre 1999 | Thomas Alsgaard       | Espen Bjervig       | Stephan Kunz          |
| 4     | Davos                  | 30 km Classique              | 18 décembre 1999 | Frode Estil           | Espen Bjervig       | Niklas Jonsson        |
| 5     | Engelberg              | Sprint Classique             | 27 décembre 1999 | Fabio Maj             | Espen Bjervig       | Odd-Bjørn Hjelmeset   |
| 6     | Garmisch-Partenkirchen | Sprint Classique             | 28 décembre 1999 | Peter Schlickenrieder | Håvard Solbakken    | Martin Koukal         |
| 7     | Kitzbühel              | Sprint Libre                 | 29 décembre 1999 | Morten Brørs          | Håvard Solbakken    | Håvard Bjerkeli       |
| 8     | Moscou                 | 30 km libre                  | 9 janvier 2000   | Johann Mühlegg        | Thomas Alsgaard     | Stephan Kunz          |
| 9     | Nové Město             | 15 km Classique              | 12 janvier 2000  | Thomas Alsgaard       | Johann Mühlegg      | Harri Kirvesniemi     |
| 10    | Trondheim              | 10 km Libre                  | 2 février 2000   | Mika Myllylä          | Per Elofsson        | Pietro Piller Cottrer |
| 11    | Lillehammer            | 10+10                        | 5 février 2000   | Jari Isometsä         | Johann Mühlegg      | Mikhail Botvinov      |
| 12    | Ulrichen               | 10 km Libre                  | 16 février 2000  | Jari Isometsä         | Per Elofsson        | René Sommerfeldt      |
| 13    | Lamoura-Mouthe         | 72 km Libre (Mass Start)     | 20 février 2000  | Johann Mühlegg        | Per Elofsson        | Juan Jesús Gutiérrez  |
| 14    | Falun                  | 15 km Libre                  | 26 février 2000  | Odd-Bjørn Hjelmeset   | Jari Isometsä       | Pietro Piller Cottrer |
| 15    | Stockholm              | Sprint Classique             | 28 février 2000  | Johann Mühlegg        | Tore Bjonviken      | Håvard Solbakken      |
| 16    | Lahtis                 | Sprint Libre                 | 3 mars 2000      | Cristian Zorzi        | Morten Brørs        | Silvio Fauner         |
| 17    | Lahtis                 | 30 km Classique (Mass Start) | 5 mars 2000      | Mikhaïl Ivanov        | Fabio Maj           | Vladimir Vilissov     |
| 18    | Oslo                   | Sprint Classique             | 8 mars 2000      | Odd-Bjørn Hjelmeset   | Jens Arne Svartedal | Trond Iversen         |
| 19    | Oslo                   | 50 km Classique              | 11 mars 2000     | Harri Kirvesniemi     | Mikhaïl Ivanov      | Mikhail Botvinov      |
| 20    | Bormio                 | 10 km Classique              | 17 mars 2000     | Erling Jevne          | Odd-Bjørn Hjelmeset | Frode Estil           |
| 21    | Bormio                 | 15 km Libre                  | 19 mars 2000     | Jari Isometsä         | Johann Mühlegg      | Per Elofsson          |

### Femmes

#### Épreuves individuelles
| Étape | Lieu                   | Épreuve                      | Date             | Vainqueur         | Deuxième          | Troisième           |
| ----- | ---------------------- | ---------------------------- | ---------------- | ----------------- | ----------------- | ------------------- |
| 1     | Kiruna                 | 5 km Classique               | 27 novembre 1999 | Bente Skari       | Anita Moen        | Kristina Šmigun     |
| 2     | Sappada                | 10 km Libre                  | 10 décembre 1999 | Kristina Šmigun   | Larisa Lazutina   | Yuliya Chepalova    |
| 3     | Sappada                | 7,5 km Mass Start            | 12 décembre 1999 | Larisa Lazutina   | Nina Gavriljuk    | Olga Danilova       |
| 4     | Davos                  | 15 km Classique              | 18 décembre 1999 | Olga Danilova     | Larisa Lazutina   | Bente Skari         |
| 5     | Engelberg              | Sprint Classique             | 27 décembre 1999 | Nina Gavriljuk    | Anita Moen        | Svetlana Nagejkina  |
| 6     | Garmisch-Partenkirchen | Sprint Libre                 | 28 décembre 1999 | Kristina Šmigun   | Bente Skari       | Kateřina Neumannová |
| 7     | Kitzbühel              | Sprint Libre                 | 29 décembre 1999 | Bente Skari       | Maj Helen Sorkmo  | Anita Moen          |
| 8     | Moscou                 | 15 km libre                  | 8 janvier 2000   | Kaisa Varis       | Kristina Šmigun   | Nina Gavriljuk      |
| 9     | Nové Město             | 10 km Classique              | 12 janvier 2000  | Larisa Lazutina   | Kristina Šmigun   | Bente Skari         |
| 10    | Trondheim              | 5 km Libre                   | 2 février 2000   | Stefania Belmondo | Nina Gavriljuk    | Yuliya Chepalova    |
| 11    | Lillehammer            | 5+5                          | 5 février 2000   | Larisa Lazutina   | Olga Danilova     | Svetlana Nagejkina  |
| 12    | Ulrichen               | 5 km Libre                   | 16 février 2000  | Kristina Šmigun   | Stefania Belmondo | Sabina Valbusa      |
| 13    | Lamoura-Mouthe         | 44 km Libre (Mass Start)     | 20 février 2000  | Stefania Belmondo | Kristina Šmigun   | Larisa Lazutina     |
| 14    | Falun                  | 10 km Libre                  | 26 février 2000  | Yuliya Chepalova  | Stefania Belmondo | Larisa Lazutina     |
| 15    | Stockholm              | Sprint Classique             | 28 février 2000  | Bente Skari       | Pirjo Manninen    | Kati Sundqvist      |
| 16    | Lahtis                 | Sprint Libre                 | 3 mars 2000      | Kristina Šmigun   | Bente Skari       | Kaisa Varis         |
| 17    | Lahtis                 | 15 km Classique (Mass Start) | 5 mars 2000      | Larisa Lazutina   | Bente Skari       | Anita Moen          |
| 18    | Oslo                   | Sprint Classique             | 8 mars 2000      | Bente Skari       | Pirjo Manninen    | Anita Moen          |
| 19    | Oslo                   | 30 km Classique              | 11 mars 2000     | Olga Danilova     | Larisa Lazutina   | Kaisa Varis         |
| 20    | Bormio                 | 5 km Classique               | 17 mars 2000     | Bente Skari       | Olga Danilova     | Kaisa Varis         |
| 21    | Bormio                 | 10 km Libre                  | 18 mars 2000     | Yuliya Chepalova  | Stefania Belmondo | Kaisa Varis         |